# عقبة ليك (مسلسل)
عقبة ليك مسلسل تلفزيوني مغربي من إنتاج قناة دوزيم سنة 2010 وبطولة آمال الأطرش وسناء عكرود وإخراج ياسين فنان. وهو تكملة لأحداث الفيلم المغربي الذي يحمل نفس الاسم.
وقصة المسلسل مقتبسة من قصة باسكال جوسيه وتم ترجمتها إلى العربية في اطار اجتماعي كوميدي.

## القصة

### ملخص الفيلم
تجاوزت «فاطمة الزهراء» عقدها الثالث، وهي تعيش حياة هنيئة بشقة تملكها. ولا تواجه المرأة مشاكل مادية تذكر، فهي إطار عال بإحدى الشركات.
ورغم هذا وذاك تواجه زورة مشكلة حقيقية اسمها العزوبية. حيث لا تكف والدتها وجدتها وخالاتها بترديد جملة «عقباليك»، في إحالة للزواج.
ومع توالي الشهور سيزداد ضغط العائلة، وحينها ستقرر زورة البحث عن شريك العمر. عندها ستجد الفتاة ضالتها بموقع إلكتروني للتعارف. وبالفعل ستلتقي بشاب وسيم تتوفر فيه جميع الشروط التي تبحث عنها زورة واسمه عادل بنيس. لكن سرعان ما سيتبين أن هذا الشاب يضع قناع الكذب.

### ملخص المسلسل
تتمحور قصة المسلسل المغربي لعقبة ليك حول موضوع العزوبية وهي قصة اقتبست عن قصة باسكال جوسيه وتم ترجمتها إلى العربية في اطار اجتماعي كوميدي وهدا المسلسل تكملة لفيلم «عقبة ليك». يتناول مشكلة العزوبية في المغرب اد ان الفتاة الغير متزوجة تعتبر عائق بالنسبة لعائلتها. ومن خلال بطلة المسلسل فاطمة الزهراء (سناء عكرود) تتجسد القصة اد انها وصلت سن الثلاثين ولم تتزوج بعد والكل يضغط عليها لايجاد عريس قبل أن يفوتها الاوان وفي كل حلقة تحاول الاندماج مع احدهم أو ياتيها عريس دا اوصاف لا تعجبها وترفضه.

## طاقم العمـل
- بطولة :
- سناء عكرود: زوهرة
- طارق البخاري: كريم
- امال الاطرش: شروق
- فاطمة الزهراء بناصر: صوفيا
- دنيا بوطازوت: لمياء
- عدنان موحجة: مولاي حمد
- عبد الله شيشا: مدير الشركة